# 레프 쿨레쇼프
레프 블라디미로비치 쿨레쇼프(Лев Владимирович Кулешов, 1899년 1월 13일 ~ 1970년 3월 29일)는 러시아, 소련의 영화 제작자, 영화 이론가로서 세계 최초의 영화 학교 모스크바 영화 학교를 설립한 인물 가운데 한 명이다. 쿨레쇼프 효과로 알려진, 감정적으로 관객에게 영향을 주기 위한 편집과 컷을 이용하여 특히 심리학적 기반인 소비에트 몽타주로 알려진 영화 제작 기법 개발에 충실히 임했다. 이질적인 상황들을 하나의 화합하는 내레이션으로 연결시키기 위한 컷 주변 액션을 이용하는 창조적 지리학 이론도 개발하였다.

## 수상
- People's Artist of the RSFSR, 1969.
- 레닌 훈장
- 노동적기훈장

## 참고 문헌
- Kuleshov, Lev. Kuleshov on Film, translated and edited, with an introduction by Ronald Levaco. Berkeley: University of California Press, 1974.